# Ewo
Ewo es una localidad de la República del Congo, chef-lieu del departamento de Cuvette-Oeste en el noroeste del país. Dentro del departamento, la localidad está constituida administrativamente como un distrito, aunque en 2017 se aprobó el otorgamiento de un nuevo estatus de comuna y en los próximos años comenzará a funcionar según dicho régimen administrativo.
Situada a orillas del río Kouyou, Ewo tenía una población de 28.229 habitantes en 2023, fecha del último censo oficial del país.
La localidad se ubica a orillas del río Kouyou, en un cruce de caminos del sur del departamento. La principal carretera que atraviesa Ewo es la P30, que une la carretera nacional N2 a la altura de Gamboma con las principales localidades de Cuvette-Oeste. Al este sale de la P30 la carretera P34, que lleva a Owando. Al noroeste sale la carretera P41, que lleva a Kéllé. Al suroeste salen varios caminos que llevan a la provincia gabonesa de Haut-Ogooué.